# 姜英 (成化進士)
姜英（1431年—？），字時俊，浙江紹興府餘姚縣人，民籍。明朝政治人物。進士出身。

## 生平
景泰七年（1456年）丙子科浙江鄉試第六十九名。成化五年（1469年）乙丑科會試]第二百六名，殿試登進士第二甲第六十六名。

## 家族
曾祖父姜懽什。祖父姜文舉。父亲姜永善。